# Saint-Pierre-du-Mont (Calvados)
 Saint-Pierre-du-Mont  es una población y comuna francesa, situada en la región de Baja Normandía, departamento de Calvados, en el distrito de Bayeux y cantón de Isigny-sur-Mer.

## Demografía
| 111 | 111 | 84 | 78 | 84 | 85 |
| Para los censos de 1962 a 1999 la población legal corresponde a la población sin duplicidades (Fuente: INSEE [Consultar]) |     |    |    |    |    |